# Pholisora
Pholisora es un género de lepidópteros ditrisios de la subfamilia Pyrginae  dentro de la familia Hesperiidae.

## Especies[1]
- Pholisora catullus (Fabricius, 1793)
- Pholisora gracielae (MacNeill, 1970)
- Pholisora libya (Scudder, 1878)
- Pholisora mejicanus (Reakirt, [1867])